# جرذ تاويتاوي
جرذ تاويتاوي (الاسم العلمي: Rattus tawitawiensis) (بالإنجليزية: Tawitawi Forest Rat)‏ هو نوع من الحيوانات يتبع جنس الجرذ من الفصيلة الفأرية.